# Азовский подвесной мост
Белый лебедь — пешеходный подвесной мост через реку Азовка в городе Азов. Соединяет городскую набережную (ул. Береговая) с городским пляжем.

## История
Первый мост был построен в 1965 году "на общественных началах". Мост был трехпролетным висячим. В середине 80-х годов 20-го века, мост подвергся капитальному ремонту и реконструкции, в результате которой были заменены тросы, и несущая часть моста была сделана металлической. После этого мост капитально не ремонтировался. В 2007 году мост был признан аварийным. В 2014 г. старый мост был демонтирован и на его месте был построен вантовый.
Новый мост трехпролетный вантовый. Длина моста составляет 112 м, ширина — 2,5 м. В отличие от старого моста, подъёмы на новый, осуществляются по бетонным ступеням, оснащённым пандусом для колясок. Мост был торжественно открыт 1 сентября 2014 года. Решением администрации города мост получил название Белый лебедь.

## Галерея
| - Весна 2014 года - Разбор моста |